# Иван Стоянов Зографски
Иван Стоянов Зографски или Иван Зографина (с истинско име Иван Стоянов Папазов) е български иконописец, живописец и революционер.

## Биография
Негово дело са икони в панагюрските църкви „Свети Георги“ и „Въведение Богородично“, църквата в родното му село Мирково „Свети Димитрий“ (1850-1860), „Свети Николай“ в Карлово, църквите в Стрелча, Смолско, иконата на „Св. Георги“ в Брацигово (1873) и други. Изработва иконостаса и резбата в църквата „Свети Георги“ в село Водица, Търговищко, (1882).
Работи и в сферата на монументалната живопис, като стенописи на Зографски са запазени в Копривщица, Панагюрище, Стрелча, Карлово, Калофер и други.
По време на престоя си в пазарджишкото село Баня се жени за Цвета Зографска, с която имат две дъщери. Преместват се да живеят в Панагюрище, където взимат активно участие в подготовката на Априлското въстание. В къщата им отсядат революционерите Георги Бенковски, Панайот Волов, Тодор Каблешков и други, провеждат се заседания на революционния комитет. По проект на Иван Зографски е изработено главното въстаническо знаме, като лъвът е нарисуван от Стоян Каралеев (Баненеца). Заедно със съпругата си изработва още 12 знамена с лъвчета, калъфи за пушки и други. Всяко знаме е за различно селище в района (№10 за Оборище, №11 за Поибрене, №12 за село Баня). След потушаването на Априлското въстание от 1876 г. двамата са арестувани за революционната си дейност и изпратени в Пловдивския затвор.